# 肖堰镇
肖堰镇，是中华人民共和国湖北省襄阳市南漳县下辖的一个乡镇级行政单位。

## 行政区划
肖堰镇下辖以下地区：
肖堰村、班竹坪村、四垭村、柏树岗村、西流坪村、曲阳坪村、西泉庙村、高坪村、王家井村、青龙湾村、观音岩村、幸家坪村、峰山村、大平村、龙坑村、苗家沟村、响水洞村、伏龙川村、观音堂村、杜家沟村、狮子口村、陈家榜村、花庄村和周湾村。